# Mount Valinski
Mount Valinski är ett berg i Antarktis. Det ligger i Östantarktis. Nya Zeeland gör anspråk på området. Toppen på Mount Valinski är 1 640 meter över havet.
Terrängen runt Mount Valinski är varierad. Trakten är obefolkad. Det finns inga samhällen i närheten.